# Ndote
Ndote ist ein Ort in Äquatorialguinea im Süden der Provinz Litoral.

## Geographie
Der Ort liegt an der Mündung des gleichnamigen Flusses Río Ndote, zusammen mit Bandye und Boabele. Im sumpfigen Hinterland liegt der Ort Nsangnam an der Mündung des Río Bibono in den Rio Ndote.

## Klima
Nach dem Köppen-Geiger-System zeichnet sich Ndote durch ein tropisches Klima mit der Kurzbezeichnung Am aus.